# Edmond Fatio
Edmond Fatio (Ginebra, 10 de enero de 1871-Ginebra, l3 de mayo de 1959) fue un arquitecto suizo.

## Biografía
Edmond Fatio nació en el seno de una antigua familia patricia de Ginebra. Hermano de Guillaume Fatio, estudió de 1893 a 1898 en la Escuela de Bellas Artes de París en el estudio de Jean-Louis Pascal. A partir de 1897 fue miembro de la Société suisse des ingénieurs et des architectes y a partir de 1908 de la Fédération des architectes suisses. En París, en el Salón de los Artistas Franceses en 1898, fue premiado con una medalla de oro. Fatio fue también miembro de la entonces Société suisse d’art public, ahora Patrimonio Suizo, y presidente de la sección de Ginebra de esta sociedad. Se casó con Emilie Naville de Pourtalès, hija del egiptólogo Édouard Naville, a quien acompañó a las excavaciones de Deir el-Bahari. También viajó con el orientalista Max van Berchem en busca de los edificios árabes más antiguos de la Siria otomana, un viaje que se publicó en El Cairo en 1914-1915.
En 1896, Fatio, junto con Paul Bouvier y Aloys Brémond, participó en la construcción de la villa suiza en la Exposición Nacional Suiza de Ginebra, sin duda sobre la base de un proyecto de chalet suizo que publicó en 1895. Trabajó mucho en la restauración o transformación de monumentos históricos, especialmente en Ginebra, donde se levanta el Tour de l'Île en el Ródano. En efecto, Fatio se interesó especialmente por el patrimonio de la ciudad y el cantón de Ginebra, que documentó con Camille Martin para una publicación específica, que aparecería en 1912 en la serie Maison bourgeoise en Suisse.
Con ocasión del concurso para la creación de un monumento a la Reforma protestante, ganó, junto con Adolphe Thiers y el escultor Auguste Seysses, el tercer premio, por lo que la ciudad le encargó la creación de la base de la gran estatua de Philibert Berthelier frente a la Tour de l'Île.
Pero Fatio también fue un arquitecto constructor, edificando casas de trabajadores así como opulentas casas de campo, o, en la rue de la Corraterie de Ginebra, un edificio administrativo de estilo Luis XV terminado en 1912 para la Corporación del Banco Suizo. En Chambésy, construyó la capilla de Cornillons en 1901 y en 1902-1903 fue responsable de la construcción de la iglesia de Petit-Lancy, dos edificios religiosos que llevan la marca del Heimatstil. Incluso durante la Primera Guerra Mundial, Fatio construyó villas y desarrolló una arquitectura de clase obrera en el marco de la Sociedad de Ginebra para la Mejora de la Vivienda. De 1919 a 1930, enseñó en la Escuela de Bellas Artes de Ginebra y, en 1942, llevó a cabo los trabajos de levantamiento de la fachada norte del Castillo de Reposoir. A lo largo de su viuda, Fatio reunió una importante colección de dibujos de arquitectura del siglo XVIII.